# خط عرض 49° جنوب
خط عرض 49° جنوب هي إحدى دوائر العرض الجغرافية، وهي دوائر وهمية تحيط بالكرة الأرضية، وموازية لخط الاستواء، وتتميز هذه الدائرة بأن الأراضي الواقعة عليها تنتمي للمنطقة المعتدلة الباردة.

## حول العالم
خط عرض 49° جنوب يبدأ من خط الزوال الأولي ويتجه شرقا ويمر عبر:
| الإحداثيات                          | البلد أو الإقليم أو البحر      | ملاحظات                          |
| ----------------------------------- | ------------------------------ | -------------------------------- |
| 49°0′S 0°0′E / 49.000°S 0.000°E     | المحيط الأطلسي                 |                                  |
| 49°0′S 20°0′E / 49.000°S 20.000°E   | المحيط الهندي                  |                                  |
| 49°0′S 68°48′E / 49.000°S 68.800°E  | أراض فرنسية جنوبية وأنتارتيكية | جزر كيرغولين                     |
| 49°0′S 69°36′E / 49.000°S 69.600°E  | المحيط الهندي                  |                                  |
| 49°0′S 147°0′E / 49.000°S 147.000°E | المحيط الهادئ                  |                                  |
| 49°0′S 75°35′W / 49.000°S 75.583°W  | تشيلي                          | Patagonic Archipelago و mainland |
| 49°0′S 72°59′W / 49.000°S 72.983°W  | الأرجنتين                      |                                  |
| 49°0′S 67°31′W / 49.000°S 67.517°W  | المحيط الأطلسي                 |                                  |